# Motta Vallac
Die Motta Vallac ⓘ (rätoromanisch im Idiom Surmiran, motta vom gallischen motta für ‚Erdhügel‘ und Vallac eine Ableitung von aual aus dem lateinischen aqualis für ‚Wassergraben‘) ist eine weithin sichtbare Hügelkuppe nördlich von Salouf im Oberhalbstein im Kanton Graubünden in der Schweiz. Sie riegelt die Talschaft der Julia gegen die der Albula ab mit Tiefencastel als Übergangsstelle. Der Scheitelpunkt des Höhenzuges erreicht 1375 m ü. M. Auf der Motta Vallac wurden bedeutende prähistorische Ausgrabungen gemacht.

## Lage und Umgebung
Die Motta Vallac befindet sich auf Gemeindegebiet von Surses, nördlich des Dorfes Salouf und südöstlich des Weilers Del. Sie markiert das untere Ende des Oberhalbsteins. Gegen Osten fällt die Motta Vallac in Felsabbrüchen 320 m zur in diesem Abschnitt tief eingefressenen Julia hinunter. Auf der anderen Talseite befindet sich der Conterser Stein (rätoromanisch Crap Ses, 764310 / 167214), der als Namensgeber des sich orographisch darüber befindlichen Tales Oberhalbstein (romanisch Surses) fungiert.
Die Motta Vallac kann leicht von der Kirche von Salouf in 20 Minuten oder von der Strasse Richtung Del in 15 Minuten erreicht werden.

## Prähistorische Ausgrabungen
Walo Burkart entdeckte 1941 erste Grabungsobjekte auf der Motta Vallac. Daraufhin versuchte er 1945/1946 durch weitere Sondierschnitte mehr in Erfahrung zu bringen. Eine vorgängige Probe- und mehrere Flächengrabungen durch die archäologische Abteilung des Schweizerischen Landesmuseums erstreckten sich mit Unterbrüchen über den Zeitraum von 1972 bis 1979.
Sie führten zur Feststellung eines frühbronzezeitlichen Gründungshorizontes (2150 ±90 v. Chr.), mittel- und spätbronzezeitlicher Siedlungsreste und Funde sowie gewerblicher Anlagen und, nach einem mehrere Jahrhunderte dauernden Unterbruch, einer erneuten Anwesenheit von Bewohnern während der späten Latènezeit und des ersten nachchristlichen Jahrhunderts. Aus spätrömischer Zeit wurden im Zentrum des Plateaus Fundamente eines rechteckigen Turmes von circa 10.5 auf 9 Meter gesichert. An der Stelle des Turmes entstand im Hochmittelalter eine Befestigungsanlage in Form eines Holzbaus und einer Palisade mit Wall und Graben im Westen der Anlage. Die Eisenfunde stammen aus der Zeit zwischen 1000 und 1200. Als jüngstes Zeugnis menschlicher Gegenwart wurde ein Hof ausgemacht, dessen Zerstörung in die Zeit der Gründung der Eidgenossenschaft fällt. Da diese Art von Anlage im restlichen Bündnerland nicht vorkommt, werden Einflüsse aus dem nördlichen Alpenvorland vermutet.
Urkundliche Hinweise auf Erbauer und Bewohner fehlen. Denkbar sind Angehörige der Adelsfamilien von Salouf wie Egino, Adeletta oder Ludwig zwischen 1141 und 1160. Fortunat Sprecher erwähnt die Burg in seiner Chronik 1617 als …vester Turn genannt Valatschia…
Die mehrfache Besiedlung der Motta Vallac führte zu einer komplexen, oft nur wenig ausgeprägten Schichtbildung; diese war ausserdem gekennzeichnet durch Schichtabtragung infolge menschlicher und natürlicher Einwirkungen. Der komplizierten Schichtgenese und der vielen in sie zu verschiedenen Zeiten erfolgten Eingriffe wegen, wie Anlage von Herdgruben, Pfostenlöchern und -graben, sah man sich oft vor kaum lösbare Probleme der chronologischen Zuweisung einzelner Befunde gestellt. Die Unterstützung durch das Physikalische Institut der Universität Bern über Radiocarbon-Daten bedeutete daher eine unschätzbare Hilfe bei der Auswertung der Grabungsergebnisse.